# Tropidonophis statisticus
Tropidonophis statisticus — вид змій родини полозових (Colubridae). Мешкає на Новій Гвінеї.

## Поширення і екологія
Tropidonophis statisticus мешкають на Новій Гвінеї, а також на острові Гуденаф в архіпелазі Д'Антркасто. Вони живуть в різноманітнних природних середовищах, на берегах водойм, трапляються навіть в містах. Зустрічаються на висоті від 900 до 2135 м над рівнем моря. Живляться амфібіями, зокрема з родів Nyctimystes, Cophixalus, Sphenophryne і Litoria, а також пуголовками і ікрою.